# 電気化学的分極
電気化学的分極（でんきかがくてきぶんきょく、electrochemical polarization）とは、電極電位を静止電位からずらす操作、または、電極電位が静止電位からずれる現象のことを言う。言い換えれば、外部回路に電流が流れるように電極電位をずらす操作、または、外部回路に電流が流れることによって電極電位がずれる現象が電気化学的分極である。
誤解がないときは単に分極（ぶんきょく、polarization）とも言う。電極が単純電極（電極反応が1種類）の場合は過電圧とほぼ同じである。

## 分極方向による分類
アノード分極（anodic polarization）、カソード分極（cathodic polarization）は、電極電位がずれる方向に着目した呼称のしかたである。
静止電位では電極上において酸化反応による電流と還元反応による電流が釣り合っており結果として外部回路には電流が流れない（電極反応が必ずしも化学平衡になってはいない）が、アノード分極では電極電位が正の方向にずれて電極上では酸化反応（アノード反応）がより優位となり、逆にカソード分極では電極電位は負の方向にずれて還元反応（カソード反応）が優位となる。

## 分極原因による分類

### 抵抗分極
抵抗分極（ていこうぶんきょく）とは、電解質や電極の電気抵抗に起因する分極で、その大きさはオームの法則を用いて表すことが出来る。
{\displaystyle V_{ohm}=IR=J{\frac {L}{\sigma }}}
ここで
- Vohm は 抵抗分極（単位 V）
- I は 電流（単位 A）
- R は 抵抗（単位 Ω）
- J は 電流密度（単位 A m-2）
- L は 長さ（単位 m）
- σ は 電気伝導率（単位 Ω-1m-1）

### 活性化分極
活性化分極（かっせいかぶんきょく）とは、電極反応の活性化エネルギーに起因する分極である。活性化分極の大きさはターフェル式と呼ばれる式で表すことが出来る。
{\displaystyle V_{act}=a\ln {\frac {J}{J_{0}}}}
ここで
- Vact は 活性化分極（単位 V）
- a は ターフェル勾配（単位 V）
- J は 電流密度（単位 A m-2）
- J0 は 交換電流密度（単位 A m-2）

### 濃度分極
濃度分極（のうどぶんきょく）または拡散分極（かくさんぶんきょく）とは、電極反応の進行に伴って電極表面における反応物の濃度が減少することにより生じる分極である。反応物は拡散によって電極表面に運ばれるが、電流密度がある大きさになると、運ばれてきた物は電極反応によりすべて消費されてしまい、電極表面の反応物濃度は0になる。このときの電流密度を限界電流密度といい、それを Jlim と表すことにすると、濃度分極の大きさはネルンストの式を変形することにより、より次のように表すことが出来る。
{\displaystyle V_{conc}=-b\ln(1-{\frac {J}{J_{lim}}})}
ここで 
- Vconc は 濃度分極（単位 V）
- J は 電流密度（単位 A m-2）
- Jlim は 限界電流密度（単位 A m-2）